# C/1874 H1 (Coggia)
C/1874 H1 (Coggia) ist ein Komet, der im Jahr 1874 mit dem bloßen Auge gesehen werden konnte. Er wird aufgrund seiner außerordentlichen Helligkeit zu den „Großen Kometen“ gezählt.

## Entdeckung und Beobachtung
Der Astronom Jérôme-Eugène Coggia entdeckte diesen Kometen mit seinem Teleskop am Abend des 17. April 1874 in Marseille. Fünf Stunden später konnte er bereits feststellen, dass sich das Objekt weiterbewegt hatte. Während des restlichen April und im Mai wurde der Komet intensiv beobachtet, u. a. durch Friedrich August Theodor Winnecke in Straßburg, Ernst Wilhelm Leberecht Tempel in Arcetri, Lipót Schulhof in Wien, George Rümker in Hamburg und Johann Friedrich Julius Schmidt in Athen, er blieb aber zunächst ein schwaches teleskopisches Objekt und bewegte sich nur langsam am Himmel, da er noch weit von seiner Annäherung an Sonne und Erde entfernt war. Ab Mitte Mai konnte die Entwicklung eines Schweifs festgestellt werden.
Ab Anfang Juni wurde der Komet mit dem bloßen Auge beobachtet, bis Ende des Monats hatte die Helligkeit etwa 4 mag erreicht. Anfang Juli wurde auch in China von einem „Besenstern“ berichtet. Der Komet war jetzt sehr leicht mit bloßem Auge zu sehen, seine Helligkeit stieg rasch an bis auf 1,5 mag gegen Mitte des Monats. Die Kernregion des Kometen zeigte teleskopisch eine auffällige Aktivität mit austretenden Strahlen. Auch der Schweif wurde intensiv beobachtet, Anfang Juli noch mit einer Länge von 6°, wuchs er rasch und erreichte am 16. Juli über 45°, dabei war er perfekt gerade und schmal und an seinem Ende nur 1 bis 2° breit.
In der zweiten Julihälfte bewegte sich der Komet schnell südwärts, als er die Erde passierte, wodurch er in der Dämmerung schwieriger zu beobachten wurde. Für den Schweif wurden Längen von über 60° berichtet, er blieb dabei aber lichtschwach. Am 20. Juli ging der Komet von der Erde aus gesehen nur gut 2° an der Sonne vorüber und wurde am 23. Juli von Schmidt als letztem Beobachter auf der Nordhemisphäre gesehen.
Am 27. Juli wurde der Komet dann zum ersten Mal von Beobachtern auf der Südhemisphäre am Morgenhimmel gesehen, nämlich in Südafrika und von Robert Ellery in Australien. Auch John Tebbutt beobachtete den Kometen in Windsor (New South Wales) vom 1. August bis zum 7. Oktober. Die letzte Beobachtung gelang John Macon Thome in Córdoba (Argentinien) am 19. Oktober.
Der Komet erreichte am 13. Juli eine Helligkeit von 0–1 mag.

## Wissenschaftliche Auswertung
Mit diesem Kometen wurden erstmals auch von einem Großen Kometen zahlreiche spektroskopische Aufnahmen von Mai bis Juli 1874 durch William Huggins, Angelo Secchi, Joseph Norman Lockyer, Georges Rayet und Charles Wolf gewonnen, zunächst wurde nur ein Kontinuum festgestellt, ab Mitte Juni auch die drei typischen Kometenbänder. Ebenso wurde die Polarisation des Kometenlichts untersucht und ab Anfang Juli in Schweif und Koma nachgewiesen.
Für den Kometen wurden zuerst parabolische Umlaufbahnen berechnet, nach Vorliegen von mehr Beobachtungsdaten dann auch zuerst durch Schulhof eine elliptische Bahn. Diese Daten wurden einige Jahre später durch J. Seyboth und Josef von Hepperger überarbeitet.

## Umlaufbahn
Für den Kometen konnte aus 638 Beobachtungen über 185 Tage durch Hepperger eine elliptische Umlaufbahn bestimmt werden, die um rund 66° gegen die Ekliptik geneigt ist. Die Bahn des Kometen steht damit steil angestellt zu den Bahnebenen der Planeten. Im sonnennächsten Punkt der Bahn (Perihel), den der Komet am 9. Juli 1874 durchlaufen hat, befand er sich mit etwa 101,1 Mio. km Sonnenabstand knapp innerhalb des Bereichs der Umlaufbahn der Venus. Am 23. Juli erreichte er mit etwa 43,5 Mio. km (0,29 AE) die größte Annäherung an die Erde und am 26. Juli passierte er die Venus im Abstand von etwa 147,5 Mio. km.
In der Nähe des absteigenden Knotens seiner Umlaufbahn bewegte sich der Komet um den 22. Juli 1874 in unmittelbarer Nähe zur Venusbahn, und zwar in nur etwa 460.000 km (0,0031 AE) Abstand dazu. Die Venus erreichte diese Stelle ihrer Bahn allerdings erst fast zwei Monate später um den 14. September, so dass der Komet der Venus nicht näher kam als wie zuvor genannt.
Nach den Bahnelementen der JPL Small-Body Database und ohne Berücksichtigung von nicht-gravitativen Kräften auf den Kometen hatte seine Bahn lange vor seiner Passage des inneren Sonnensystems noch eine Exzentrizität von etwa 0,9978 und eine Große Halbachse von etwa 312 AE, so dass seine Umlaufzeit bei etwa 5500 Jahren lag. Durch die Anziehungskraft der Planeten, insbesondere bei relativ nahen Vorbeigängen am Uranus im April 1869 in etwa 4 ¼ AE, am Jupiter im Dezember 1872 in etwa 2 ¾ AE und am Saturn im August 1874 in etwa 9 ¼ AE Distanz, wurde seine Bahnexzentrizität auf etwa 0,9988 und seine Große Halbachse auf etwa 552 AE vergrößert, so dass sich seine Umlaufzeit auf etwa 13.000 Jahre erhöht. In Anbetracht der relativ unsicheren Bahnparameter sind alle angegebenen Daten nur als ungefähre Werte zu betrachten.

## Rezeption in der Literatur
Der britische Lyriker des Viktorianischen Zeitalters Gerard Manley Hopkins beschreibt in seinem Tagebucheintrag vom 13. Juli 1874 den Kometen:

“The comet – I have seen it at bedtime in the west, with head to the ground, white, a soft well-shaped tail, not big: I felt a certain awe and instress, a feeling of strangeness, flight (it hangs like a shuttlecock at the height, before it falls), and of threatening.”